# Rains Brook
Der Rains Brook ist ein kleiner Zufluss des River Leam.
Er entsteht aus einer Gruppe von kleinen Bächen zwischen Barby und Kilsby in Northamptonshire. Er verläuft von Ost nach Westen in einer Senke südlich von Rugby, wo er auch die Grenze zwischen Northamptonshire und Warwickshire bildet. Er verläuft unter der M45 und der A 45 und wendet sich stärker nach Süden, wo er bald darauf zwischen Kites Hardwick und Woolscott in den River Leam mündet. Er ist 11,8 km (7,3 mi) lang.